# Zlin
Zlin (cz. Zlín, niem. Zlin; w latach 1949–1989 Gottwaldov) – miasto statutarne w Czechach, na wschodnich Morawach, nad rzeką Dřevnice (dopływ Morawy). Stolica kraju zlińskiego. Liczy 74 255 mieszkańców (stan na 2024 rok), będąc jedenastym najludniejszym miastem w kraju. 
Miasto powstało od podstaw na miejscu średniowiecznej osady w dwudziestoleciu międzywojennym, w związku z rozwojem przedsiębiorstwa obuwniczego Bata, założonego w Zlinie przez Tomáša Batę. Miało realizować koncepcję idealnego miasta przyfabrycznego. Zabudowano je charakterystycznymi budynkami z czerwonej cegły w stylu międzywojennego modernizmu i funkcjonalizmu.

## Nazwa
Istnieje kilka wersji pochodzenia nazwy miasta Zlín. Jedna z nich – oparta na fragmencie jednego ze starych dokumentów – mówi, że nazwa pochodzi od słowa Slín, czeskojęzycznej nazwy skały osadowej margiel, w którą zasobne były tereny, na których założono miasto. Z kolei inna wersja, autorstwa zlińskiego historyka Karela Stloukala, wywodzi nazwę miasta od połączenia męskiego imienia Zla z przyrostkiem „-ín”, ewentualnie od innych męskich imion: Zleš lub Zlen. Oprócz tego w książce ze staromiejskimi legendami autorstwa Karela Pekárka znaleźć można wzmiankę o tym, że w dawnych czasach mieszkańcy miasta zmienili jego nazwę na Zlaté japko (pol. „Złote jabłko”) z obawy przed dalszą grabieżą spowodowaną toczącą się w okolicy wojną. W rzeczywistości jednak miasto nigdy nie zostało tak nazwane.
W okresie od stycznia 1949 roku do 31 grudnia 1989 roku miasto nosiło nazwę Gottwaldov, nadaną na cześć pierwszego komunistycznego prezydenta Czechosłowacji Klementa Gottwalda. 1 stycznia 1990 roku miastu przywrócono historyczną nazwę Zlín.

## Historia

### Przed XX wiekiem
Pierwsza wzmianka o Zlinie pochodzi z 1322 roku i opisuje ona miasto jako ośrodek rzemieślniczo-cechowy.
W 1360 roku pojawiła się wzmianka o istniejącej w mieście gotyckiej twierdzy zbudowanej na planie litery „U”, od strony północnej zakończonej murami obronnymi, zaś od pozostałych stron otoczonej fosą. Po 1560 roku budynek został przebudowany na zamek renesansowy na planie zamkniętym, z arkadowym dziedzińcem. W 1860 roku jego właścicielami stali się Hauptowie.

### XX wiek

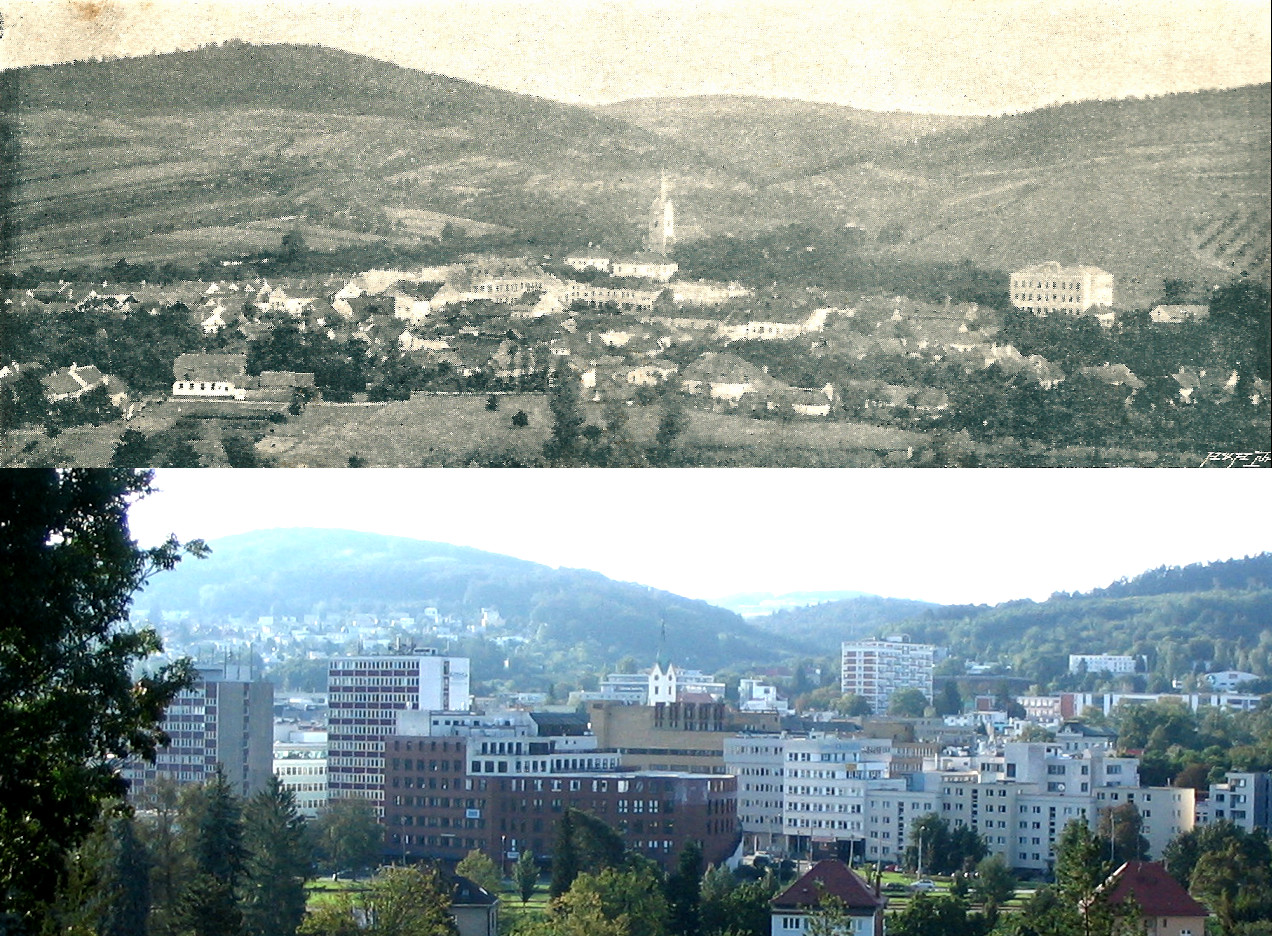
Porównanie Zlina na zdjęciach z 1898 roku i z 2019 roku

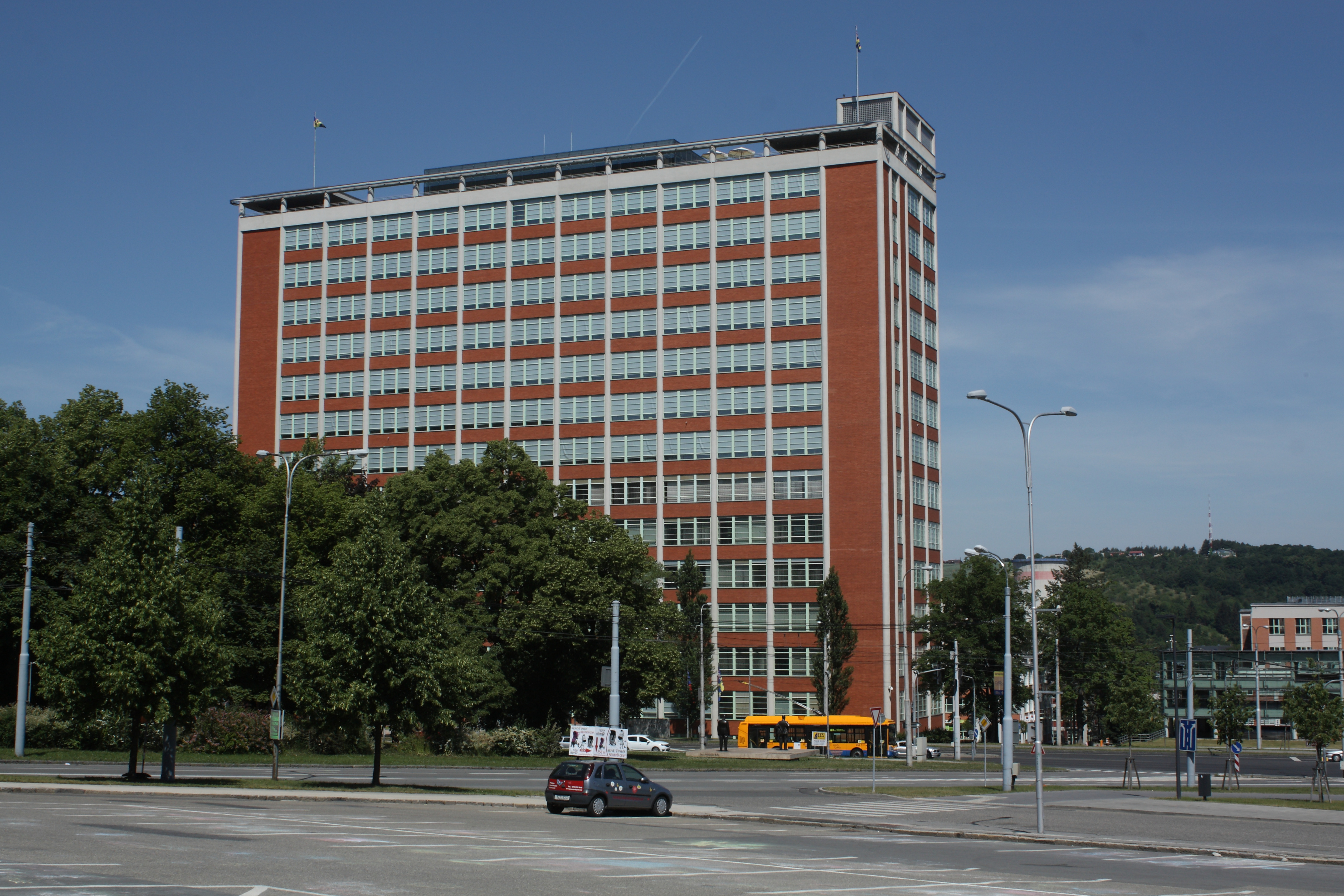
Baťův mrakodrap w 2015 roku

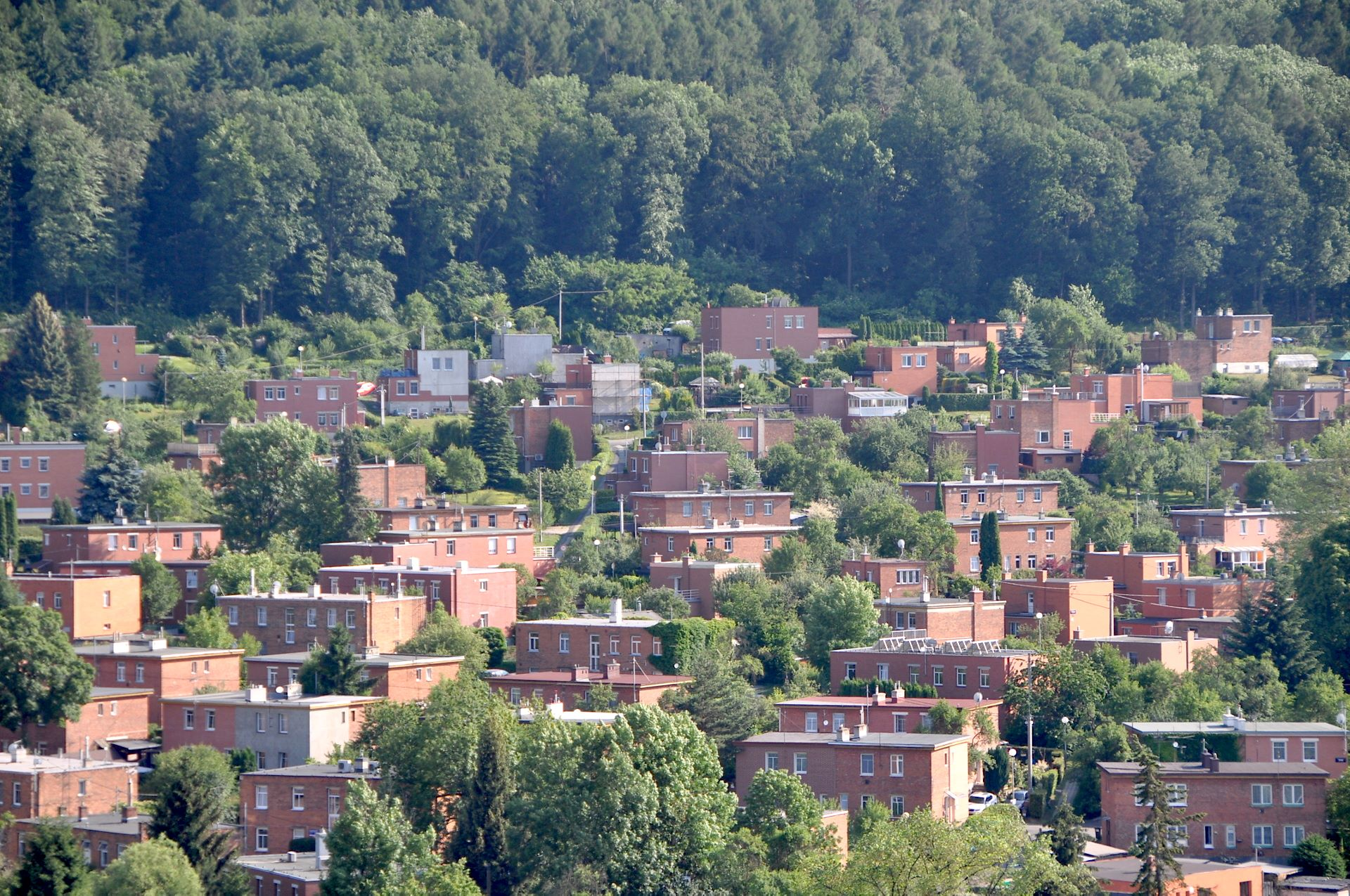
Jedno z osiedli robotniczych w 2017 roku

W 1894 roku Tomáš Baťa, syn szewca, został właścicielem małej manufaktury obuwniczej w Zlinie, a następnie wzbogacił się na dostawach obuwia dla Armii Austro-Węgier podczas I wojny światowej, co pozwoliło mu na rozwinięcie firmy i budowę nowego miasta. Baťa uległ modnym w dwudziestoleciu międzywojennym ideom tworzenia miast-organizmów, zdrowych, funkcjonalnych i samowystarczalnych. Zwrócił się przy tym o pomoc do brytyjskiego urbanisty Ebenezera Howarda, zwolennika idei miasta ogrodu, i do Le Corbusiera, jednego z twórców architektury modernistycznej.
W powstającym centrum nowego Zlina główną rolę grały zabudowania fabryki obuwia Bata, wśród których najważniejszy był budynek administracyjny, tzw. Baťův mrakodrap (pol. „Drapacz chmur Baty”), oznaczony numerem 21. Powstały w latach 1937–1938 według projektu Vladimíra Karfíka funkcjonalistyczny gmach miał 77,5 metra wysokości i 16 pięter, co czyniło go najwyższym budynkiem w Czechosłowacji i drugim pod względem wysokości budynkiem w Europie (po Torengebouw w Antwerpii). Jego szczególną cechą był gabinet szefa firmy ulokowany w kabinie windy o wymiarach 6x6 m, wyposażony w telefon, umywalkę i klimatyzację. Według odgórnie przyjętych założeń, zlińskie śródmieście miało być nowoczesne i wygodne, a jednocześnie charakteryzować się bogatym zapleczem socjalnym, tak, aby praca pracowników fabryki była jak najbardziej wydajna. Z tego względu zbudowano liczne żłobki, szkoły, najnowocześniejszy w ówczesnej Czechosłowacji szpital, a także klub sportowy, dom towarowy i kino na 2580 osób – wówczas (w 1932 roku) największy tego typu obiekt w Europie.
Równocześnie z centrum, na okolicznych zboczach budowano także osiedla dla pracowników, składające się z małych, jedno- i dwurodzinnych modułowych domów reprezentujących dziesięć typów architektonicznych i pomyślanych tak, aby związać pracowników z firmą Bata (np. niewielkich rozmiarów kuchnie, które miały skłonić lokatorów domów do jadania w zakładowych stołówkach). Autorem koncepcji urbanistycznej robotniczych osiedli był František Lýdie Gahura, który studiował u Le Corbusiera w Paryżu. Głównym materiałem zastosowanym do budowy zabudowy miasta – od budynków fabryki do domów pracowników – była czerwona cegła szamotowa, która miała za zadanie podkreślić spójność życia miasta w cieniu fabryki. Wykorzystano ponadto zbrojony beton, będący wtedy symbolem nowoczesności, duże tafle szkła oraz powtarzalny moduł kwadratu o boku 16,5 m i jego wielokrotności, co miało zunifikować całość.
Podczas II wojny światowej, w listopadzie 1944 roku Zlin był bombardowany.

### XXI wiek
W 2004 roku Baťův mrakodrap został przebudowany, a następnie ulokowano w nim Urząd Krajowy i Urząd Skarbowy. Gabinet w kabinie windy został udostępniony dla zwiedzających, ponadto na dachu budynku wybudowano nadbudówkę z kawiarnią i tarasem widokowym.

## Demografia
Dane demograficzne za rok 2022 i 2024.
| Rok             | 2022   | 2024   |
| --------------- | ------ | ------ |
| Liczba ludności | 72 973 | 74 255 |
| Liczba mężczyzn | 35 069 | 35 646 |
| Liczba kobiet   | 37 904 | 38 609 |

## Edukacja
W Zlinie mieści się Uniwersytet Tomáša Baty.

## Sport
- PSG Zlín – klub hokejowy
- Tescoma Zlín – klub piłkarski
- VSC Zlín – klub siatkarski

Ponadto co roku, w okresie wakacji, w mieście rozgrywana jest eliminacja Rajdowych Samochodowych Mistrzostw Europy (ERC) i do 2012 roku Intercontinental Rally Challenge (IRC) – Rajd Barum.

## Ludzie związani z miastem
- Josef Abrhám – aktor
- Tomáš Baťa – przedsiębiorca
- Miroslav Blaťák – hokeista
- Bohumil Brhel – żużlowiec
- Roman Čechmánek – hokeista
- Martin Kotásek – hokeista
- Jiří Novák – tenisista
- Pavel Mojžíš – hokeista
- Karel Rachůnek – hokeista
- Zdislav Tabara – hokeista i trener
- Ivana Trump – przedsiębiorca, była żona Donalda Trumpa
- Renata Voráčová – tenisistka
- Martin Vozdecký – hokeista

## Odniesienia w kulturze
- Mariusz Szczygieł Gottland

## Współpraca
Miejscowości partnerskie:
- Niemcy: Altenburg, Limbach-Oberfrohna[12]
- Polska: Chorzów[12]
- Holandia: Groningen[12]
- Belgia: Izegem[12]
- Francja: Romans-sur-Isère[12]
- Włochy: Sesto San Giovanni[12]
- Słowacja: Trenczyn[12]